# Zeche Kirschbaumisches Kunstkohlenbergwerk
Die Zeche Kirschbaumisches Kunstkohlenbergwerk ist ein ehemaliges Steinkohlenbergwerk in Essen-Werden. Sie war unter diesem Namen  nur wenige Jahre in Betrieb, wurde aber Jahre später unter anderem Namen erneut bewirtschaftet.

## Geschichte

### Die ersten Jahre
Im Jahr 1751 verpachtete der Abt von Werden dem kurpfälzischen Kommerzienrat, Bankier und Unternehmer Kirschbaum den Zehnten auf die Unterwerke der Flöze Dickebank, Schmiesbank (Schmiedebank) und Miemelsbank (Wimmelsbank). Der Pachtvertrag belief sich auf zehn Jahre. Vermutlich wurde der Unterwerksbau mit Hilfe einer Rosskunst betrieben. Die abgebauten Kohlen wurden ins Bergische verkauft. In der Zeit des Siebenjährigen Krieges war das Bergwerk von 1756 bis 1763 stillgelegt. Im Jahr 1763 wurde die Berechtsame unter dem Namen Zeche Dicke-, Schmies- & Mimelsbank neuverliehen.

### Die Zeit als Dicke-, Schmies- & Mimelsbank
Die Zeche Dicke-, Schmies- & Mimelsbank in Essen-Werden-Fischlaken ist am 20. Januar des Jahres 1763 entstanden. Am 28. Februar desselben Jahres erteilte der Abt von Werden die Konzession zum Abbau der drei Flöze Dickebank, Schmiesbank und Mimelsbank. Die Berechtsame befand sich im Junkernbusch. Im Anschluss daran ging das Bergwerk in Betrieb. Es wurde in den Folgejahren nur eine geringe Förderung erbracht. Im Jahr 1783 erlaubte der Abt von Werden, das Bergwerk über einen tieferen  Stollen von der Ruhr aus zu lösen. Im Jahr 1802 wurden pro Tag 30 Ringel Steinkohle gefördert. Im Jahr 1803 war das Bergwerk zunächst noch eigenständig in Betrieb. Im Laufe des Jahres wurde die Berechtsame der Zeche Pörtingsiepen zugeschlagen.